# Ceratosphys soutadei
Ceratosphys soutadei es una especie de miriápodo cordeumátido de la familia Opisthocheiridae endémica de la España peninsular; se encuentra en Sierra Nevada.